# Riacho das Almas
Riacho das Almas est une municipalité brésilienne située dans l'État du Pernambouc.